# Myodocopa
A Mydocopa a kagylósrákok egyik alosztályát képezi.
Az alosztály általános jellemzői a következők: 
- a carapax alakja nagyon változatos
- közös vonás a konvex ventralis oldal, a periférián elmeszesedett belső lemez és az elmeszesedett külső lemez
- erősen díszítettek
- a legtöbb ide tartozó fajnál megtalálható a rostrum
- az antenna erős mozgásszervvé (lábbá) alakult az exopodit és endopodit módosulása következtében
- a torlábak visszafejlődhetnek
- a furca a legtöbb fajnál erősen meszes és tüskés

A rendbe főleg tengeri tartoznak és kevés brakkvízi faj tartozik. Gyengén meszesedő carapaxuk ellenére számos fosszilis fajuk ismert.
Az alosztályon belül két rend különíthető el:
- Halocyprida
- Myodocopida